# 스튜디오 바인드
주식회사 스튜디오 바인드(일본어: 株式会社スタジオバインド 가부시키가이샤 스타지오 바인도[*], 영어: StudioBind Co., Ltd.)는 일본의 애니메이션 제작사다.

## 역사
애니메이션 제작사 WHITE FOX와 애니메이션 프로듀스 회사 EGG FIRM가 공동 출자해 2018년 11월에 설립한 애니메이션 제작 스튜디오이다. 대표 이사는 곤조를 거쳐 에이트 비트에서 《나이츠&매직》,  《야마노스스메(OVA 써드 시즌)》 등의 애니메이션 프로듀서를 맡은 오오토모 토시야가 취임했다.
설립의 이유에는 《무직전생 ~이세계에 갔으면 최선을 다한다~》의 애니메이션화에 해당하는 기획을 지속적이고 장기적 계획적으로 추진하는 체제가 필요하다고 판단한 것을 꼽았다. 또 EGG FIRM 대표이사 오오사와 노부히로는 "(스튜디오 바인드의 설립은) WHITE FOX가 세웠다기보다는 대표이사:오오토모 토시야 씨의 독립을 2개로 뒷받침했다는 것이 실태입니다"라고 말했다.

## 작품

### TV 애니메이션
- 무직전생 ~이세계에 갔으면 최선을 다한다~ (2021년)
- 오빠는 끝! (2023년)
- 무직전생 Ⅱ ~이세계에 갔으면 최선을 다한다~ (2023년)
- 꽃은 피어난다, 수라와 같이 (2025년)
- 루리의 보석 (2025년)